# Kreuzweg - Le stazioni della fede
Kreuzweg - Le stazioni della fede (Kreuzweg) è un film del 2014 diretto da Dietrich Brüggemann.

## Trama
Maria ha 14 anni e la sua famiglia fa parte di una comunità cattolica tradizionalista. Maria vive la sua vita di tutti i giorni nel mondo moderno, ma il suo cuore appartiene a Gesù. Lei vuole seguirlo, per diventare una santa e andare in paradiso, così passa attraverso le 14 stazioni della Via Crucis, proprio come fece Gesù nel suo cammino verso il Golgota.

## Riconoscimenti
- 2014 - Festival di Berlino
  - Orso d'argento per la migliore sceneggiatura
  - Premio della giuria ecumenica

## Distribuzione italiana
Il film è uscito nelle sale italiane il 29 ottobre 2015 distribuito da Satine Film.